# Mode gramatical
El mode o modo és un aspecte de la conjugació verbal que indica l'actitud del parlant respecte al grau de realitat del que expressa. Pot estar codificat mitjançant desinències verbals o paraules que modifiquen el sentit de la paraula-base. No totes les llengües tenen els mateixos modes (hi ha idiomes amb setze modes diferents i d'altres que no tenen aquesta distinció com a característica rellevant a la seva gramàtica) i quan dues llengües tenen el mateix mode, no sempre l'empren de forma idèntica.
Els primers tipus de modes parlen del que és o es dona a la realitat, com per exemple el mode indicatiu. Després hi ha els modes hipotètics o irreals, com el condicional, el subjuntiu o l'eventiu. També es pot parlar de modes deòntics, que parlen del que haurien de ser les coses, com l'imperatiu, l'optatiu o el desideratiu. Per acabar, hi ha una sèrie de modes epistèmics, que inclouen el lògic o veritatiu, el declaratiu, l'interrogatiu o l'energètic, entre d'altres.

## En català
En català hi ha tres modes principals: indicatiu, subjuntiu i imperatiu. Els dubtes i inferències s'expressen amb la combinació de diferents temps verbals i l'actitud bàsica a partir de la modalitat oracional, que va acompanyada per la preferència d'uns certs modes i una entonació característica. És una llengua simple, doncs, pel que fa al mode, encara que només n'ha perdut un respecte a les llengües indoeuropees antigues (el mode optatiu).